# Fafo
Fafo est une commune rurale située dans le département de Koti de la province de Tuy dans la région des Hauts-Bassins au Burkina Faso.

## Géographie
Fafo se trouve à 8 km (10 km par la route) au sud-est de Koti.

## Santé et éducation
Fafo accueille un centre de santé et de promotion sociale (CSPS).